# Anma
Anma (chinês:按摩) é uma forma de massagem de origem chinesa assimilada e divulgada por terapeutas do Japão e da China. O nome da técnica deriva do nome de duas das manobras básicas que utiliza, o na (ou an), que significa apertar e o ma, que significa esfregar.
Essa terapia se baseia principalmente em pressionar e massagear pontos do corpo relacionados aos diversos meridianos estudados pela medicina tradicional chinesa, estimulando e promovendo uma cura natural, pois, quando estimulados, esses pontos aliviam a tensão muscular facilitando a circulação do sangue e da energia ("Ki" ou "Chi").
Sendo seu objetivo principal facilitar o fluxo de Chi no corpo, a Anma pode ser feita para a diminuição do estresse cotidiano que afeta a todos das grandes cidades causando então o relaxamento e o combate de diversas doenças como as disfunções de pressão arterial, asma, dores de cabeça, insônia e falta de vitalidade sexual.
Esta técnica também tem sido divulgada atualmente associada aos nomes: "Massagem Energética Japonesa", "Massagem Sentada" e "Quick Massage".